# Carolina Torres
Torres  Guzmán est un nom espagnol. Le premier nom de famille, en général paternel, est Torres ; le second, en général maternel, souvent omis, est Guzmán.
Carolina Alejandra Torres Guzmán (née le 16 mars 1979 à Temuco), est une athlète chilienne, spécialiste du saut à la perche. 

## Biographie
Au cours de sa carrière, elle remporte 5 médailles d'argent continentales. Elle décroche trois d'entre-elles aux championnats d'Amérique du Sud d'athlétisme, une aux Jeux panaméricains et une dernière aux championnats ibéro-américains. 
Depuis 2003, elle détient les records du Chili du saut à la perche en extérieur et en salle avec respectivement 4,30 m et 4,10 m. 

## Palmarès
| Date | Compétition                            | Lieu           | Résultat | Épreuve          | Marque   |
| ---- | -------------------------------------- | -------------- | -------- | ---------------- | -------- |
| 1996 | Championnats d'Amérique du Sud juniors | Bucaramanga    | 3e       | Heptathlon       | 4277 pts |
| 2001 | Championnats d'Amérique du Sud         | Manaus         | 5e       | 100 m haies      | 14 s 21  |
| 2001 | Championnats d'Amérique du Sud         | Manaus         | 5e       | Saut à la perche | 3,70 m   |
| 2001 | Championnats d'Amérique du Sud         | Manaus         | 4e       | 4×100 m          | 48 s 81  |
| 2003 | Championnats d'Amérique du Sud         | Barquisimeto   | 2e       | Saut à la perche | 4,20 m   |
| 2003 | Jeux panaméricains                     | Saint-Domingue | 2e       | Saut à la perche | 4,30 m   |
| 2003 | Championnats du monde                  | Paris          | NM       | Saut à la perche | -        |
| 2004 | Championnats ibéro-américains          | Huelva         | 9e       | Saut à la perche | 3,90 m   |
| 2004 | Jeux olympiques                        | Athènes        | 33e      | Saut à la perche | 4,00 m   |
| 2006 | Championnats ibéro-américains          | Ponce          | 4e       | Saut à la perche | 4,10 m   |
| 2006 | Championnats d'Amérique du Sud         | Tunja          | 2e       | Saut à la perche | 4,25 m   |
| 2007 | Jeux panaméricains                     | Rio de Janeiro | 6e       | Saut à la perche | 4,00 m   |
| 2008 | Championnats ibéro-américains          | Iquique        | 2e       | Saut à la perche | 4,10 m   |
| 2009 | Championnats d'Amérique du Sud         | Lima           | 2e       | Saut à la perche | 4,10 m   |

## Records
| Épreuve          | Épreuve   | Marque      | Lieu           | Date        |
| ---------------- | --------- | ----------- | -------------- | ----------- |
| Saut à la perche | Plein air | 4,30 m (NR) | Saint-Domingue | 9 août 2003 |
| Saut à la perche | Salle     | 4,10 m (NR) | Magglingen     | 2 mars 2003 |